# Traduzioni della Bibbia in lingua basca
Joanes Leizarraga, un prete cattolico che aveva aderito alla Riforma protestante, tradusse il Nuovo Testamento in lingua basca (1571).
Jose Antonio Uriarte realizzò la prima traduzione dell'intera Bibbia in dialetto basco di Gipuzkoa a metà dell'Ottocento ma non fu mai pubblicata. Un suo stretto collaboratore, Jean-Pierre Duvoisin fece la prima traduzione pubblicata (in dialetto basco di Lapurdia) nel 1859, sotto gli auspici del filologo Louis Lucien Bonaparte (nipote di Napoleone, morto a Fano).
La nuova Elizen arteko Biblia fu pubblicata nel 1983 (Nuovo Testamento) e completata nel 1994.